# Lilla Brignone
Lilla Brignone (* Roma, 23 de agosto de 1913 – †Roma, 24 de marzo de 1984) célebre actriz italiana de posguerra en cine, teatro, radio y televisión.
Hija del director Guido Brignone y la actriz Lola Visconti-Brignone y sobrina de la actriz Mercedes Brignone (1885-1967).
Debutó en teatro a los 15 años en la compañía de Kiki Palmer.
Trabajó con grandes directores representativos de la escena italiana de posguerra como Memo Benassi, Renzo Ricci, Giorgio Strehler en el Piccolo Teatro di Milano en Crimen y castigo, Casa de muñecas, La tempestad, Esta tarde de improvisa, Los gigantes de la montaña, Don Giovanni, etc Salvo Randone, Vittorio De Sica y Luchino Visconti, que la consideraba la mejor actriz italiana junto a Rina Morelli y con quien hizo La señorita Julia de August Strindberg.
Otras importantes actuaciones fueron en 1963 con In memoria di una signora amica de Giuseppe Patroni Griffi con Pupella Maggio, María Estuardo de Schiller con Anna Proclemer, Espectros de Ibsen.
Con Luca Ronconi hizo Fedra de Seneca en 1969 y en el Teatro Estable de Génova, Quien le teme a Virginia Woolf de Edward Albee, Danza macabra de August Strindberg y La casa de Bernarda Alba de Federico García Lorca.
En 1983 como inolvidable Frola en Así es (si así os parece) que la confirma como una de las grandes intérpretes de Luigi Pirandello.
Muere en 1984 antes de estrenar El zoo de cristal de Tennessee Williams.
Integró con su compañero de escena y de vida, el actor y director Gianni Santuccio (1911-1989) una pareja teatral famosa.
En cine fue dirigida por su padre, por Michelangelo Antonioni (El eclipse), Alberto Lattuada, Valerio Zurlini, Salvatore Sampieri y otros.